# André Pons de l'Hérault
Pour les articles homonymes, voir Pons.
André Pons, dit Pons de l'Hérault, né à Sète le 11 juin 1772 et mort à Paris le 3 mars 1853, est un révolutionnaire français qui est célèbre pour avoir côtoyé Napoléon Ier en exil à l'île d'Elbe.

## Biographie

### Jeunesse révolutionnaire
Pons de l'Hérault est né à Sète (Hérault) le 11 juin 1772. Fils d'un aubergiste qui le destinait à la prêtrise, il s'embarque à 10 ans comme mousse sur un navire marchand. Il embrasse immédiatement les idéaux révolutionnaires et s'engage dans l'armée. En 1790 il est officier de marine.
Le siège de Toulon en 1793 est le premier tournant de sa carrière. La ville, alors aux mains des Britanniques, est assiégée par les troupes de la Convention. C'est à Toulon, où il est envoyé comme représentant des Sétois, qu'il fait la rencontre du jeune Bonaparte qu'il invite à dîner et auquel il fait manger sa première bouillabaisse. Ce dernier le désigne à Dugommier pour prendre le commandement de l'artillerie.
Après la prise de Toulon, il quitte un temps la carrière militaire. Il fera de la prison pour avoir soutenu jusqu'au bout Robespierre. Il reprend avec brio les armes et se distingue en Italie.

### L'administrateur des mines de l'île d'Elbe
Fervent républicain, il s'oppose au coup d'État du 18 brumaire et signe un pamphlet violent qui lui vaut un long discrédit. En 1809, grâce à son amitié avec Lacépède, nouveau grand chancelier de la Légion d'honneur, il part administrer les mines de fer de l'île d'Elbe qui appartiennent désormais à la Légion d'honneur. Il se distingue alors en rénovant complètement le vieil établissement des mines de Rio Marina, grâce à ses talents d'administrateur mais aussi son sens du dialogue et son intérêt pour le progrès social. Pour les ouvriers il est « nostro babbo » (notre père). Cette popularité fera de l'ombre et irritera l'empereur Napoléon.
La maison (de campagne) de Pons est toujours visible Via Castelfidardo (près du musée des Mines) à Rio Marina. Il avait également une résidence à Portoferraio, sa maison de ville près de la porte de la mer.

### L'arrivée de Napoléon
Après l'échec de la campagne de France en 1814 et l'entrée des Alliés dans Paris, Napoléon abdique une première fois et reçoit la souveraineté de l'île d'Elbe, propriété de l'ex-Empire français. Napoléon débarque dans ce minuscule empire, quarante fois plus petit que la Corse, le 4 mai 1814. 
Entre le souverain et cet ex-jacobin, farouche républicain, les rapports sont immédiatement tendus. Mais Napoléon appréciera le courage, la loyauté et l'honnêteté de cet administrateur dévoué. La séduction joue surtout dans l'autre sens, au point que trois cents jours après l'arrivée de Napoléon sur l'île, lorsque ce dernier part avec une poignée d'hommes à la reconquête de la France, Pons de l'Hérault le suit. Il devient préfet du Rhône, place stratégique dans la défense du territoire, pendant les Cent-Jours. Après Waterloo, il demandera à accompagner l'Empereur dans son exil à Sainte-Hélène mais on le lui refuse.

### Fin de vie
Avec la fin de Napoléon et la Restauration, Pons doit s'enfuir et erre dans toute l'Europe. Il rentre en France en 1821. La monarchie de Juillet, qui tente la première réconciliation nationale, lui donne la préfecture du Jura, mais il la quittera vite après un différend avec le maréchal Soult, alors ministre de la Guerre. La République de 1848 reconnaîtra en lui l'indéfectible promoteur du suffrage universel et de la démocratie en le nommant conseiller d'État. Trois ans plus tard, il s'oppose naturellement au coup d'État de Louis-Napoléon Bonaparte, comme il l'avait fait cinquante ans plus tôt pour celui de son oncle. Il meurt en 1853.

## Les Mémoires de Pons de l'Hérault
Pons de l'Hérault a laissé de son existence auprès de Napoléon Ier des mémoires célèbres. Déjà soucieux de sa postérité, Napoléon demande à Pons de l'Hérault d'écrire l'histoire de son règne sur la petite île. Il doit certainement cette faveur au fait qu'il est un opposant notoire, ses écrits ne seront donc pas suspects d'être partisans. De mai 1814, date de l'arrivée de Napoléon, à février 1815, date de son départ, rien ne lui échappe. Il est au centre de toutes confidences, se lie avec tous les personnages importants de l'épisode elbois : Bertrand, Drouot, Cambronne, Madame Mère, le trésorier Guillaume Peyrusse, dont la famille récupérera une partie de ses archives, conservées à la bibliothèque de Carcassonne Agglo, le colonel britannique Neil Campbell, envoyé par les Alliés pour surveiller Napoléon ; il croise Marie Walewska et son fils Alexandre. Mais Pons n'ignore pas non plus la présence d'autres personnages, plus obscurs, espions de tous bords, envoyés pour échafauder l'incroyable reconquête de 1815, ou pour assassiner l'Empereur. Le récit de Pons de l'Hérault révèle les nombreux mystères du règne elbois au point que Napoléon, parlant à Sainte-Hélène de la préparation des Cent-Jours confiera :« Il n'y a que Pons qui sache bien ces choses-là ; ni Bertrand ni Drouot n'étaient dans le secret de mon retour. »
Ses mémoires sont la principale source sur le règne elbois de Napoléon, épisode méconnu, où Napoléon, loin des champs de bataille, n'en demeure pas moins un stratège de génie.